# Neosiccia accurata
Neosiccia accurata là một loài bướm đêm thuộc phân họ Arctiinae, họ Erebidae.